# マンスール・ラージーン
アル＝マンスール・フサームッディーン・ラージーン（アラビア語: الملك المنصور حسام الدين لاجين المنصورى　転写：al-Malik al-Manṣūr Ḥusām ad-Dīn Lājīn al-Manṣūrī, ? - 1299年1月16日）は、エジプトのバフリー・マムルーク朝の第12代スルターン（在位：1296年 - 1299年）。ラージーン・スガイイル（لاجين صُغيّر Lājīn Ṣughayyir）とも呼ばれ、また即位名によりマンスール・ラージーン（الملك المنصور لاجين al-Malik al-Manṣūr Lājīn）とも略称される。

## 生涯
第3代スルターンのマンスール・アリーに仕えていたマムルークで、マンスール・アリーが廃位された後にカラーウーンに購入された。1293年のバイダルを首謀者とするアシュラフ・ハリール暗殺に参加、暗殺後は処罰を恐れて身を隠していたが、軍総司令官であったアーディル・キトブガーに赦免されて復職する。復職後、キトブガーに新たにスルターンに擁立したナースィル・ムハンマドの廃位を進言し、ムハンマドが廃された後は執権の地位に就いた。
キトブガーが失政によって支持を失った後にラージーンはクーデターを起こし、1296年11月15日に彼を廃して自らスルターンとなった。ラージーンはカラーウーンの女婿、ハリールとムハンマドの義兄弟という立場にあったがそれでもアミール（司令官）達は彼の登位に慎重であり、待遇の改善とアミールたちが出した条件である専横、財産の没収、直属のマムルークの優遇の禁止を約束して推戴された。
即位後はキトブガーをサルハドに左遷し、カラーウーンの女婿という立場上ムハンマドを無碍に扱うことはできなかったので、成人の折にスルターンの地位を返還する約束をしてカラクへムハンマドを移した。2人の元スルターンを遠ざけた後、ラージーンは減税とモスクの修築などの慈善事業を行って人心を得ようとするが、ラージーンが即位の条件に反して執権のカラーサンカルを罷免し、子飼いのマムルークであるモンケ・テムルを代わりに執権に任じたことでアミールたちの不信が募った。1298年に実施した検地でアミールと兵士の領地が削減されるとハリール配下のマムルークたちは不満を顕わにする。ラージーンはモンケ・テムルへのスルターン位の継承を容易にできるよう、主流アミールを遠ざけるために彼らのキリキア遠征への派兵を画策した。
1299年にラージーンとモンケ・テムルはハリール親衛隊のマムルークであるタグジーとカルジーによって殺害される。さらにラージーンに代わってスルターンに即位しようとしたタグジーが殺害されると、カラクのムハンマドが帰還するまでの25日間スルターンの座は空位となり、その間7人のアミールの合議によって政府は運営された。

## ラージーンの検地
1298年にラージーンはコプト教徒の官僚の進言を容れて検地を実施した。マムルーク出身の2人のアミールが監督官に任じられ、村ごとに税収を確認し、調査の結果に基づいたイクター（封土）の再分配を行った。ラージーンのマムルークに有利、かつハルカ騎士（非マムルーク出身の騎士）に不利な裁定が下され、アミールの中にもイクターが削減された者がいた。不公平なイクターの分配、実質的な検地の最高責任者であるモンケ・テムルが上エジプトに自らの広大なイクターを確保したことに、国内から不満の声が上がった。